# Рейнольдс, Джойс
Джойс Мэри Рейнольдс (англ. Joyce Maire Reynolds; 18 декабря 1918, Highams Park, Большой Лондон — 11 сентября 2022, Кембридж) — британский историк-антиковед и археолог, специалист по древнеримской истории, эпиграфист, занималась изучением древнего мира на Ближнем Востоке и в Северной Африке.
Почётный феллоу кембриджского Ньюнэм-колледжа (феллоу с 1951). Член-эмерит Британской академии (1982). Первая женщина, удостоенная медали Кеньона (2017). Автор классического исследования Aphrodisias and Rome (Лондон, 1982).

## Биография
Джойс Рейнольдс родилась в семье школьной учительницы и государственного служащего. Училась в St Paul's Girls' School и в 1941 году окончила Оксфорд с первоклассным отличием (занимаясь с 1937 на Literae humaniores в Сомервилл-колледже). Затем работала временным государственным служащим в Board of Trade. После войны получила стипендию для исследований в Британской школе в Риме, затем стала преподавателем древней истории в Университете Ньюкасла.
С 1951 года директор по классике (по 1979) Ньюнэм-колледжа и его феллоу, с 1984 года в отставке; с 1957 кембриджский лектор классики. Учились у неё P. E. Easterling, Мэри Маргарет Маккейб и Мэри Бирд, Charlotte Roueché. Золотой медалист Общества антикваров (2004). Удостоилась почетных степеней в Ньюкасле и Кембридже.
В 2018 году в возрасте 99 лет стала самым пожилым человеком, удостоенным почетной степени DLitt Кембриджа.
К полевым исследованиям приступила в 1949 году, вместе с John Bryan Ward-Perkins. Автор более 70 статей и нескольких книг.